# Contabilidad de costos

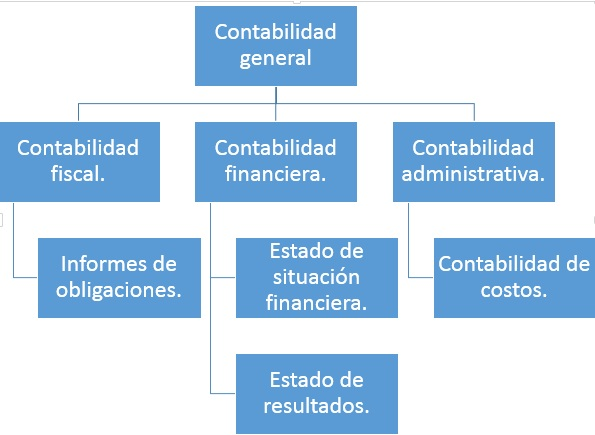
Diagrama de contabilidad de costos

También llamada contabilidad analítica, es una rama de la contabilidad que acumula internamente la información relacionada con los costos y tiene como propósito predeterminar, registrar, acumular, distribuir, controlar, analizar, interpretar e informar de los costos de producción, distribución, administración y financiamiento para el uso interno de los directivos. Así, la contabilidad de costos sirve para evaluar la eficiencia de la gestión que se está y suministrar información financiera y no financiera  de forma clara, comparable y útil para el proceso de toma de decisiones.
A través de estos, se puede llegar al desarrollo de las funciones de planificación, control y toma de decisiones dentro de una empresa mediante la aplicación de técnicas específicas de trabajo....

## Costos

### Consideraciones
Una empresa necesita tener en cuenta ciertos aspectos para contabilizar los costos. En primer lugar, el producto y sus elementos, el volumen y la producción, las tareas realizadas, el período de tiempo, etc.
En cuanto a los productos, se deben tener en cuenta los materiales o recursos utilizados en su producción, de manera directa e indirecta, la mano de obra (es decir, el esfuerzo de los empleados, tanto físico como mental) y los costos de fabricación.
Con respecto a las actividades que se realizan en torno a la elaboración de un producto, se tienen en cuenta: la manufactura (es decir, la producción), el mercado (promoción y venta del producto), los costos administrativos (salarios, etcétera) y financieros.
Por ejemplo, si un producto tiene un costo de materiales de cierto valor, a eso debe agregarse el salario de los empleados que los produzcan, lo que se gasta en la repartición y la publicidad, los impuestos, etcétera.
Hay que diferenciar los costos de los gastos. El costo es el valor monetario de la materia prima y la mano de obra. Gasto corresponde al tiempo de la producción, la distribución y la administración de la empresa, como por ejemplo el pago de salarios.

### Contabilidad de costos industriales
Es un sistema de información empleado para predeterminar, registrar, acumular, distribuir, controlar, analizar, interpretar e informar sobre los costos de producción, distribución, administración y financiamiento. Algunos de sus objetivos son: 
- Proporcionar información oportuna a la dirección de la empresa para una mejor toma de decisiones.
- Generar información para ayudar a la dirección en la planeación, evaluación y control de las operaciones de la empresa.
- Determinar los costos unitarios para normas políticas de dirección y para efectos de evaluar los inventarios de producción en proceso y artículos terminados.
- Generar informes para determinar las utilidades proporcionando el costo de los artículos vendidos.
- Contribuir a la planeación de utilidades, proporcionando anticipadamente, los costos de producción, distribución, administración y financiamiento.
- Contribuir en la elaboración de los presupuestos de la empresa en los programas de venta, producción, administración y financiamiento.

### Contabilidad administrativa
Es un sistema de información de una empresa orientado hacia la elaboración de informes de uso interno que faciliten las funciones de planeación, control y toma de decisiones de la administración. La contabilidad administrativa es la rama de la contabilidad que genera información para los directivos de una organización. Consiste en el proceso de identificar, medir, acumular, analizar, preparar, interpretar y comunicar la información que los ayude a cumplir los objetivos organizacionales y obtener un beneficio económico.

### Contabilidad financiera
Es un sistema de información de una empresa hacia la elaboración de informes de uso externo, dando énfasis a los aspectos históricos y considerando las normas de información financiera. A diferencia de la contabilidad de costos, se trata de un proceso obligatorio para las empresas.  

### Contabilidad fiscal
Es un sistema de información orientado hacia la preparación y elaboración de informes para el entero de obligaciones fiscales.

#### Convergencia Contabilidad Fiscal con Contabilidad Financiera
De forma coloquial, se le conocen a estos dos "tipos" de contabilidades, como fiscal y financiera, descritas anteriormente. Sin embargo, la realidad, es que para cuestiones técnicas, solo existe a contabilidad financiera, en la cual en la NIF D-4 de impuestos diferidos, converge la, coloquialmente llamada, contabilidad fiscal con la contabilidad financiera. 
En la cual, estos impuestos resultan de calcular las diferencias temporales, que se generan por los distintos tiempos de reconocimiento y devengamiento de los ingresos y gastos, generados durante el año, creando así un activo o pasivo para la entidad que se reconoce como un impuesto diferido en el Balance General. 

### Costo y gasto
En términos generales, se dice que los costos son los recursos sacrificados o perdidos para alcanzar un objeto específico.  
- Costos: desde el punto de vista contable, les llamamos costos[5] a los relacionados con las funciones de producción. Es decir, la materia prima directa, la mano de obra directa, y los cargos indirectos de fabricación. Los cuales, se incorporan a los inventarios de materias primas, producción en proceso y artículos terminados, por lo que se reflejan en el estado de resultado hasta que el producto es vendido a través del costo de venta, a estos costos se les llama: costos del producto o costos inventariables.

- Gastos: son los relacionados con las funciones de administración, distribución y financiamiento, los cuales se identifican por periodos y se llevan al estado de resultado inmediatamente en el periodo en el que se incurre, es por eso que se les llama “costos del periodo” o “costos no inventariables”.[6]

## Clasificaciones de los costos
Los costos pueden clasificarse de acuerdo con el enfoque que se les dé y pueden ser: 

### Por su identificación
- Costos directos: son aquellos que se pueden identificar o cuantificar con los productos terminados o áreas específicas.
- Costos indirectos: son aquellos que no se pueden identificar o cuantificar plenamente con los artículos terminados o áreas específicas.

### De acuerdo con la función en que se incurre
- Costos de producción (costos): son los que se generan en el proceso de transformar la materia prima en productos elaborados. Son tres los elementos que integran el costo de producción: materia prima directa, mano de obra directa y cargos-gastos indirectos de fábrica.
- Costos de distribución (gastos): son los que se incurren en el área que se encarga de llevar los productos terminados desde la empresa hasta el consumidor e incluso se consideran los sueldos y salarios.
- Costos de administración (gastos): son los que se originan en el área administrativa, o sea, los relacionados con la dirección y manejo de operaciones generales de la empresa.
- Costos financieros (gastos): son los que se originan por la obtención de recursos ajenos que la empresa necesita para su desenvolvimiento.

### De acuerdo con el periodo en que se llevan al estado de resultados
- Costos del producto o costos inventariables (costos): son aquellos que están relacionados con las funciones de producción. Estos costos se incorporan a los inventarios de materia prima, producción en proceso y artículos terminados. Además, se reflejan como activos dentro del balance general. Los costos del producto se llevan al estado de resultados cuando y a la medida que el producto se vende, afectando el renglón del costo de venta.
- Costos del periodo o costos no inventariables (gastos): son aquellos costos que se identifican con intervalos de tiempo y no con los productos elaborados.  Se relacionan con las funciones de administración y distribución. Se llevan al estado de resultados en el periodo del cual incurren.

### De acuerdo con su comportamiento respecto al volumen de producción o venta de artículos terminados
- Costos fijos: son aquellos que permanecen constantes en su magnitud dentro de un periodo determinado, independientemente de los cambios registrados en el volumen de las operaciones realizadas (rentas, depreciación, sueldos y prestaciones, predial, etc).
- Costos variables: Son aquellos costos cuya magnitud cambia en razón directa al volumen de operaciones realizadas. Por ejemplo: comisiones a los vendedores,
- Costos semifijos, semivariables o mixtos: son aquellos costos que tienen elementos tanto fijos, como variables.

### De acuerdo con el momento en que se determinan los costos
- Costos históricos: son aquellos costos que se determinan con posterioridad a la conclusión del periodo de costos (primero contabilizar y hasta que se termine la producción ya se tendrán los elementos del costo total).
- Costos predeterminados: son aquellos que se determinan con anterioridad al periodo de costos o durante el transcurso del mismo.

### Costo de producción
Los costos que se generan en el proceso de transformar la materia prima en productos terminados son tres: materia prima directa, mano de obra directa y gastos indirectos de fabricación.
- Materia prima: Son los materiales que serán sometidos a operaciones de transformación o manufactura para su cambio físico y/o químico antes de que pueda venderse como producto terminado y se divide en: 
  - Materia prima directa: son los materiales sujetos a transformación que se pueden identificar o cuantificar plenamente con los productos terminados.
  - Materia prima indirecta: son los materiales sujetos a transformación que no se pueden identificar o cuantificar plenamente con los productos terminados.
- Mano de obra: Es el esfuerzo humano que interviene en el proceso de transformación de las materias primas en productos terminados y se divide en: 
  - Mano de obra directa: son los salarios, prestaciones y obligaciones a que dan lugar todos los trabajadores de fábrica cuya actividad se puede identificar o cuantificar plenamente con los productos terminados.
  - Mano de obra indirecta: son los sueldos, salarios, prestaciones y obligaciones a que dan lugar todos los trabajadores o empleados de la fábrica cuya actividad no se puede identificar o cuantificar plenamente con los productos terminados.
- Gastos indirectos: se les suele conocer también como cargos indirectos, costos indirectos de fábrica, gastos indirectos de producción o costos indirectos. Son el conjunto de costos fabriles que intervienen en la transformación del producto y que no se identifican o cuantifican plenamente con la elaboración de partidas específicas de productos, procesos productivos o centros de costos determinados (soldadura, corte, etc).

Los gastos indirectos son: materia prima indirecta, mano de obra indirecta, depreciaciones fabriles, amortizaciones fabriles, erogaciones fabriles y aplicación de gastos anticipados fabriles.

## Diversos conceptos de costos
- Costo primo: es la suma de los dos elementos directos que intervienen en la elaboración del producto.
- Costo de transformación o conversión: es la suma de los elementos que intervienen en la transformación de las materias primas directas en productos terminados, es decir, la suma de la mano de obra directa, más los gastos indirectos de fabricación.
- Costo de producción: es la suma de los tres elementos que lo integran: MPD, MOD, GIF o también podemos decir que es la suma del costo primo más los gastos indirectos de fabricación.
- Gastos de operación: es la suma de los gastos de distribución, de administración, de venta y gastos financieros.
- Costo total: es la suma del costo de producción más los gastos de operación.
- Precio de venta: se determina agregando al costo total el porcentaje de utilidad deseado.